# 中國加一
中国加一或中國+1（英語：China+1），也简称为加一或C+1。是一种商业战略，即避免只在中国投资，並将业务多元化到其他国家，或将投资引导到其他有前景的发展中经济体的制造业，如印度  、泰国、土耳其或越南。过去20年来，基於中国的生产成本低廉，国内消费市场巨大，西方企业在中国大量投资。但出于成本、安全、或长期稳定的考虑，企業採取了中國加一的策略，以免商业利益过度集中於中國。它也被描述为一种“宏观现象”。 

## 企业 C+1 战略
在中国开展业务的成本上升，增加了运营成本，尤其是对制造商而言。 中国原有的廉价劳动力和市场需求的优势，漸漸被东盟国家等所取代，其中包括成本控制（因为东南亚国家的工資成本通常比中国底）、风险分散以及新经济体逐漸開放市场准入。此外，投资者亦面臨中国经济转型所帶來的在社会和政治变革方面的风险。
跨国公司傾向投資於政府较为稳定的国家，如印度、越南、印度尼西亚、马来西亚、泰国、菲律宾和孟加拉国。早於2008年，日本和美国等国家的企業已有相關战略的構思。然而，“中国加一”战略也有其自身的困难，包括遵守新法律、新市场，以及如何在多个地点精简业务。有意見認為现時撤出中国并不现实。另一方面，有意見指“中国加一”战略可给中国带来好处，因中国能够维持低端制造业的同时，发展高价值行业。他們認為“中国+1”战略并没有减少制造商的数量，也没有减少制造业的就业岗位；但它确实降低了经济增长，而为其他经济体提供了繁荣的机会。
新冠疫情爆发后，许多印度公司采取了寻找替代供应链的策略。印度最大空调制造商Voltas已开始在印度生产电机，以减少对中国的依赖；印度汽车零部件制造商也在建立基地，将生产基地迁出中国，改变对当地供应商的部分零部件的依赖；制药公司的情况也是如此 。